# 巴利夫卡 (聶伯羅彼得羅夫斯克州)

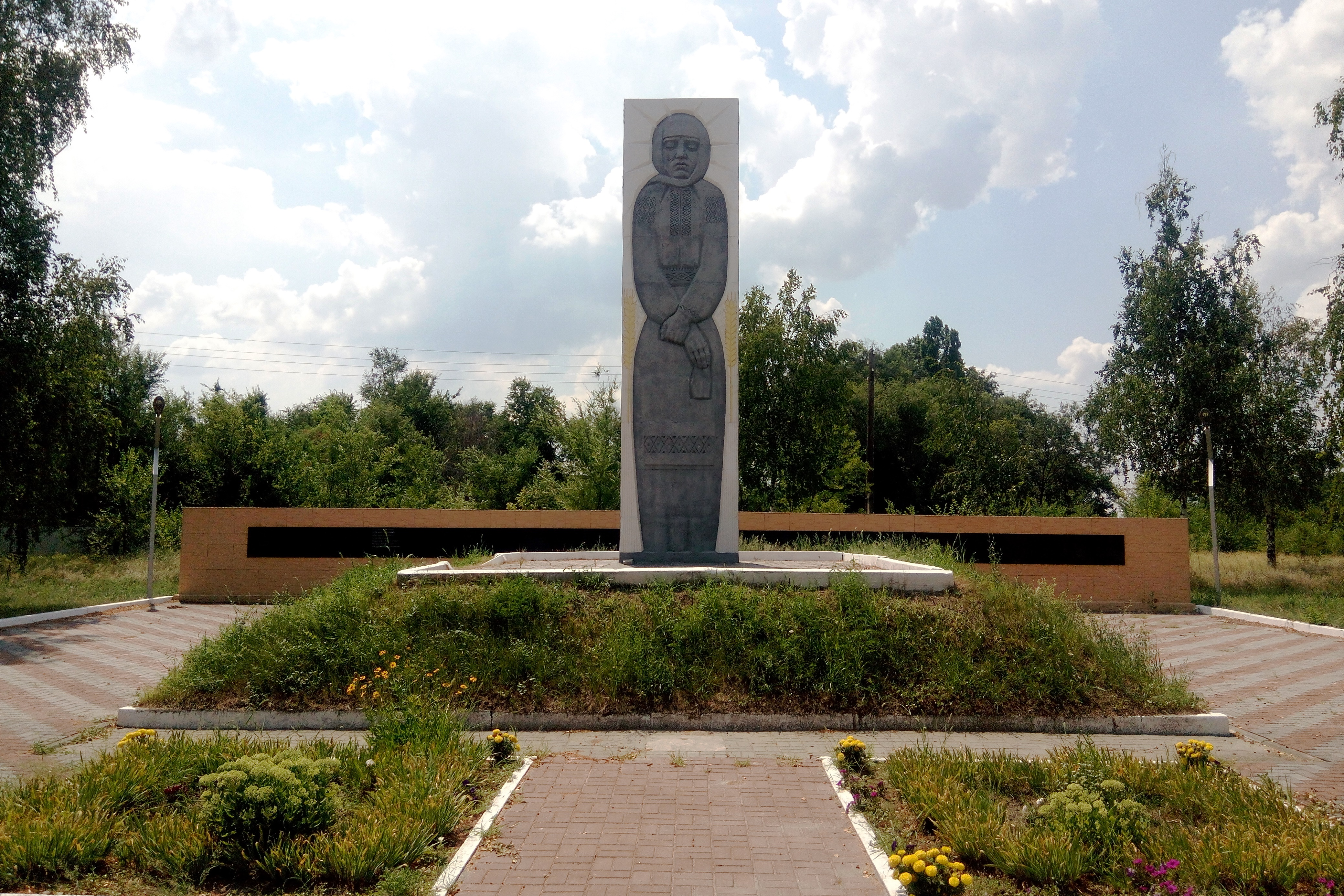
巴利夫卡的陣亡村民紀念碑

巴利夫卡（羅馬化：Balivka）是烏克蘭中部第聶伯羅彼得羅夫斯克州第聶伯羅區的村落，處於第聶伯河左岸，距離州府聶伯城約20公里，面積4.63平方公里，2001年人口2,777。